# Quentin Massys

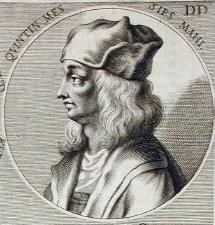
Quentin Massys nach einem Porträt von Joachim von Sandrart

Quentin Massys (als Vorname ist auch Quinten oder Kwinten, als Nachname Massijs, Matsijs, Matsys oder Metsys überliefert) (* ca. 1466 in Löwen; † 1530 in Antwerpen) war ein flämischer Maler und Medailleur und Mitbegründer der Antwerpener Malerschule.

## Geschichtlicher Hintergrund
Neben Italien hatte sich im 15. Jahrhundert in den durch Handel reich gewordenen Niederlanden ebenfalls ein Zentrum der Kunst herausgebildet. Dabei waren vor allem Brügge, Gent und Brüssel, am Ende des Jahrhunderts auch Löwen die Hauptorte der flämischen Malerei. Im Jahre 1488 hatte Brügge jedoch infolge eines Aufstands gegen den römisch-deutschen König Maximilian seine bisherigen Handelsprivilegien verloren. Diese waren Antwerpen verliehen worden, wodurch die Stadt der Hauptstapelplatz der Niederlande wurde. Der wachsende Reichtum der Stadt trug nun auch hier erheblich zur Belebung der Kunst bei. Zu Beginn des 16. Jahrhunderts übernahm Antwerpen so die führende Rolle im Bereich der Malerei. Massys – Mitglied der Antwerpener Lukasgilde – war einer ihrer herausragendsten Künstler.

## Leben

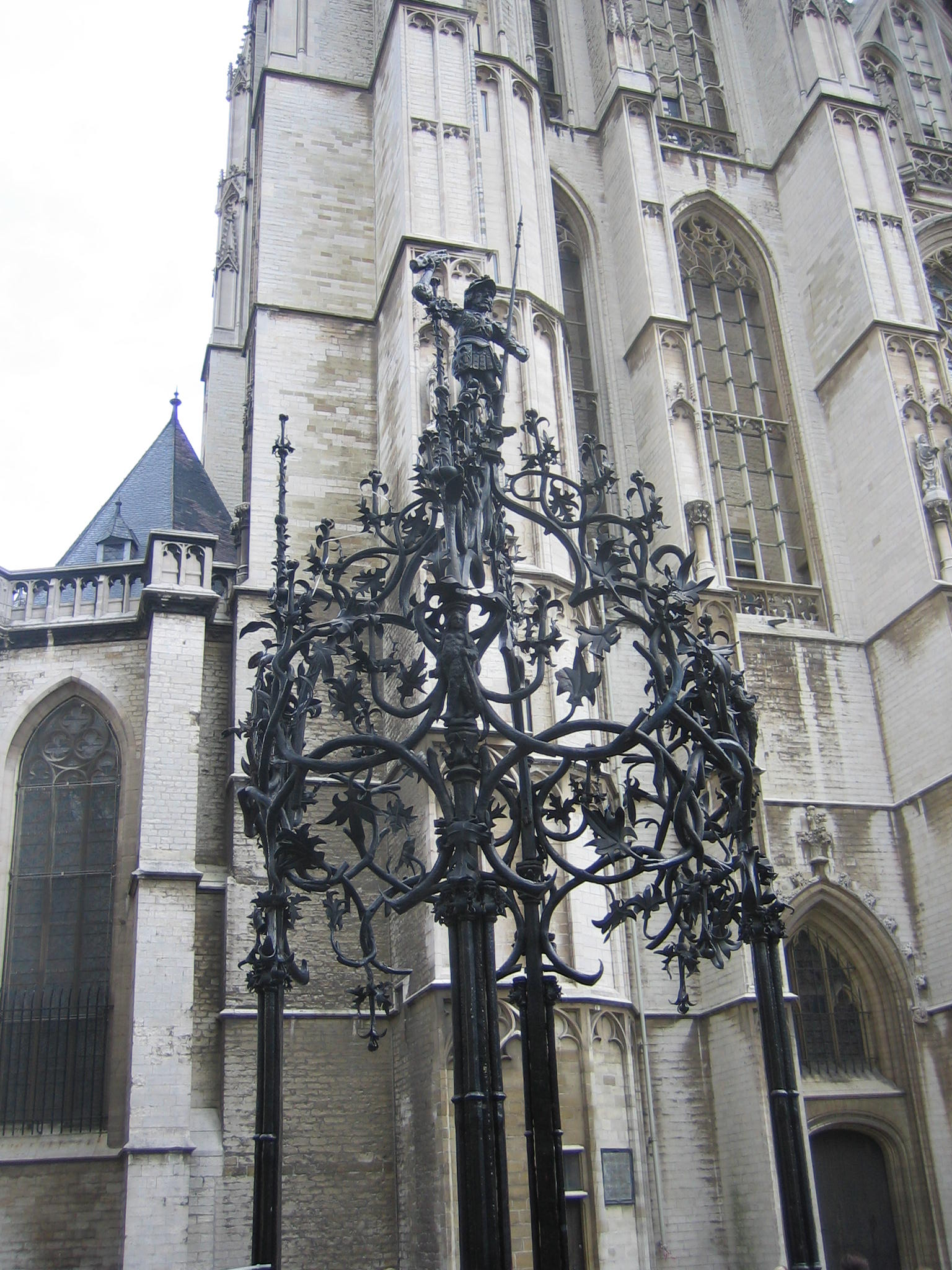
Brunnen von Quentin Massys in Antwerpen

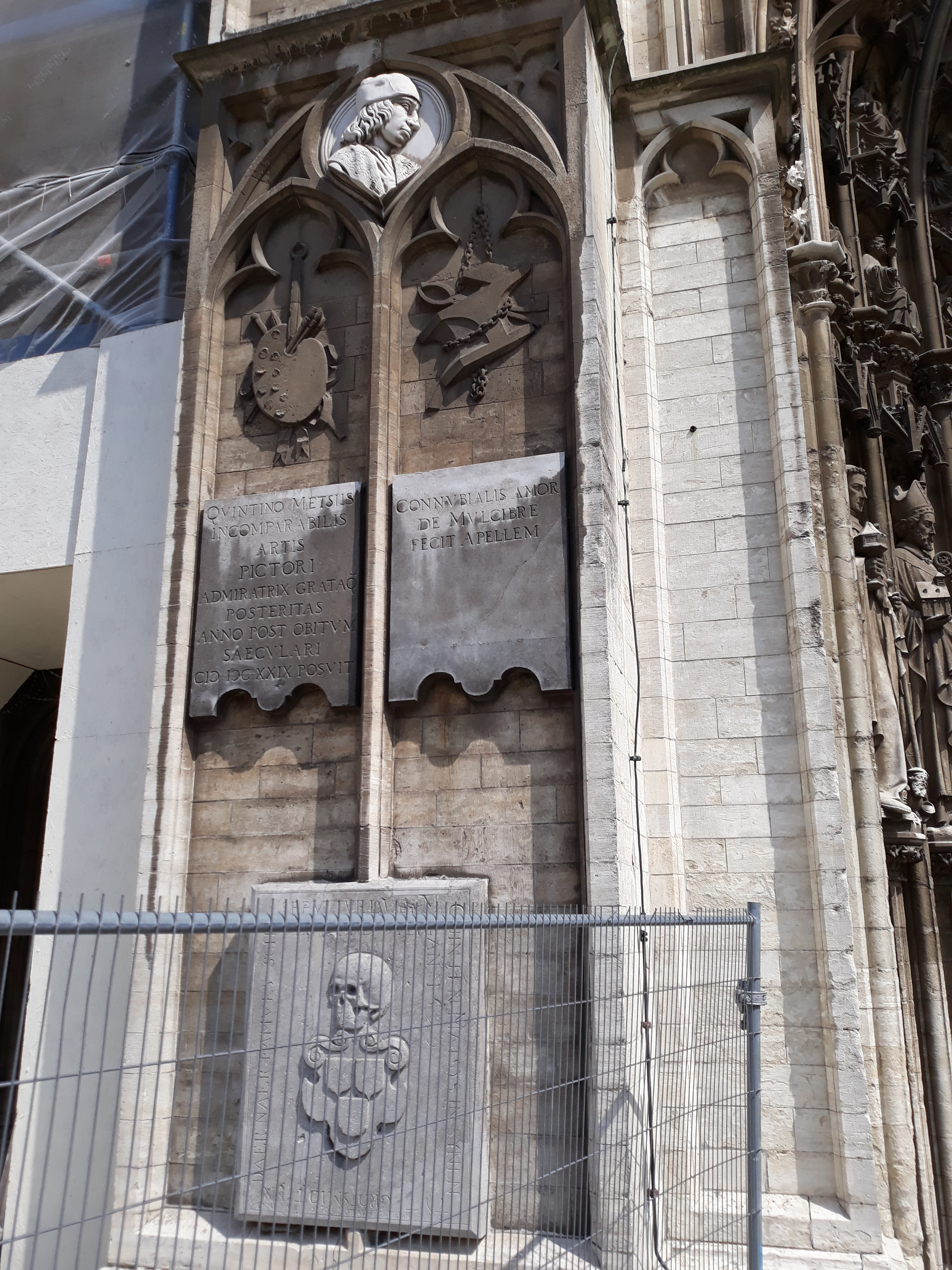
Grabstein von Quentin Massys, Liebfrauenkathedrale in Antwerpen.

Nach alter Überlieferung erhielt er in seiner Geburtsstadt Löwen zunächst eine Ausbildung als Kunstschmied. Vor der Antwerpener Liebfrauenkathedrale steht der Brunnen De put van Quinten Metsijs, dessen Schmiedearbeiten ihm zugeschrieben werden.
Eine Legende berichtet, dass Massys sich in Löwen in die Tochter eines Malers verliebt hatte und sich durch den Wechsel zum Malerhandwerk die Erwiderung dieser Liebe erhoffte. Weniger poetisch, dafür realistischer ist eine andere Version: Quentins Vater, Josse Matsys, war Uhrmacher und Baumeister in städtischen Diensten. Als die Nachfolge-Frage geklärt werden musste, fiel die Entscheidung zugunsten von Josse, Quentins Bruder. Quentin wechselte ins Malergewerbe, zumal eine Schwächung nach schwerer Krankheit die weitere Tätigkeit als Schmied unmöglich machte.
Während seiner Ausbildung zum Schmied hatte er bereits das Zeichnen gelernt. Es existieren keine Quellen, die belegen können, bei wem Massys seine nun folgende Malerausbildung genossen hat. Der Gedanke liegt nahe, dass er durch Selbstbildung und gründliche Naturbeobachtung seine eigene Malweise gefunden hat, was seine unabhängige Eigenart erklären könnte. Nachdem Massys 1491 nach Antwerpen gezogen war, begründete er dort seine berufliche Existenz und wurde in die Lukasgilde aufgenommen.
Massys stand in Kontakt zu vielen berühmten Malern seiner Zeit. Auf seinen Reisen nach England traf er vermutlich mehrfach Hans Holbein den Jüngeren. Albrecht Dürer besuchte ihn 1520 in Antwerpen. Er wurde Pate der Kinder von Joachim Patinir, von dem vermutet wird, dass er bei einigen Bildern Massys an den Hintergründen mitgewirkt hat.
Massys starb 1530 in Antwerpen, vermutlich an der Pest. Ihm zu Ehren wurde im November 2002 der Asteroid (9569) Quintenmatsijs nach ihm benannt.

## Familie
1492 heiratete er Alyt van Tuylt († 1507). Mit ihr hatte er drei Kinder: Quinten, Pawel and Katelijne. Nach ihrem Tod (1507) heiratete er 1508 Catherina Heyn. Mit ihr hatte er folgende Kinder: Jan, Cornelis (die später ebenfalls Maler wurden), Quinten II, Maria, Hubrecht, Abraham, Peternella, Katelijne II, Sara und Susannah.
Die Tochter seines Bruders Josse, Katharine, heiratete den Bildhauer Jean Beyaert. Beide wurden 1543 von der Inquisition überführt, die Bibel gelesen zu haben. Dafür wurde Katharine vor dem Rathaus in Löwen lebendig begraben, Jean wurde enthauptet.

## Werke

Altarbild für die Zimmerleutegilde mit Beweinung Christi, Quinten Massijs (1511), Königliches Museum der Schönen Künste (Antwerpen)

Sein erstes bekanntes Werk ist das Altarbild Die Hl. Familie für die St. Pieterskerk in Löwen (1507–1509), in dem schon die für ihn typischen Merkmale deutlich werden.
Sein berühmtes Bild Die Beweinung Christi (Öl auf Holz) malte er 1508–1511 im Auftrag der Tischlerzunft für die Kathedrale seiner neuen Heimatstadt. Heute hängt es dort im Königlichen Museum der schönen Künste. Das Bild ist sehr ausdrucksstark – sowohl in der Darstellung des Leichnams als auch in der Schilderung der Gefühlsausdrücke der Trauernden. In dieser Hinsicht übertraf es alles, was die niederländische Kunst in den Jahrzehnten vorher geleistet hatte. Das Gemälde besticht durch große Exaktheit in den Details (etwa auf der rechten Seitentafel in der Spiegelung des Feuers im Kessel), Sicherheit in der Beherrschung von Licht und Schatten, bezeugt aber auch ein Vorliebe für das Groteske wie in den Gesichtern der beiden Männer, die das Feuer unter dem Kessel schüren.

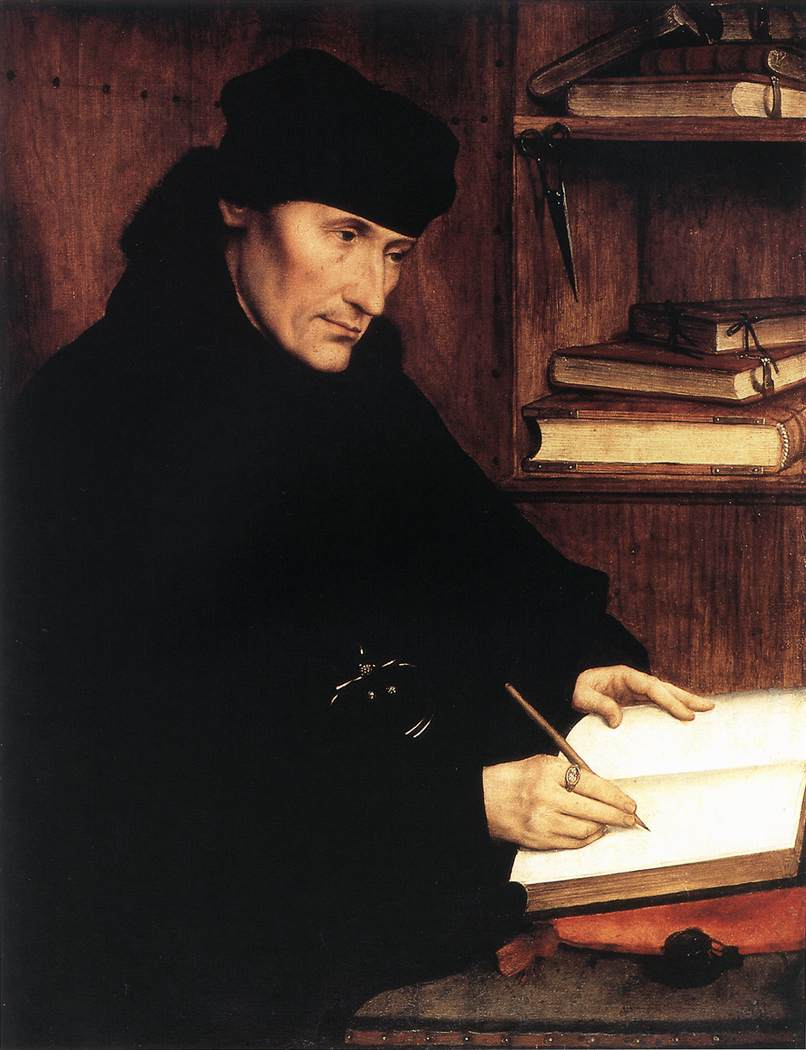
Erasmus von Rotterdam

Massys Betonung der Individualität seiner Figuren qualifizierte ihn auch für die Porträtmalerei, wie das berühmte Bild aus dem Jahre 1517 des mit ihm befreundeten Erasmus von Rotterdam beweist (Öl auf Leinwand, es hängt heute in der Galleria Nazionale d’Arte Antica im Palazzo Barberini in Rom). Auf diesem Gebiet ist Massys stark beeinflusst von seinen Zeitgenossen Lucas van Leyden und Jan Mabuse.

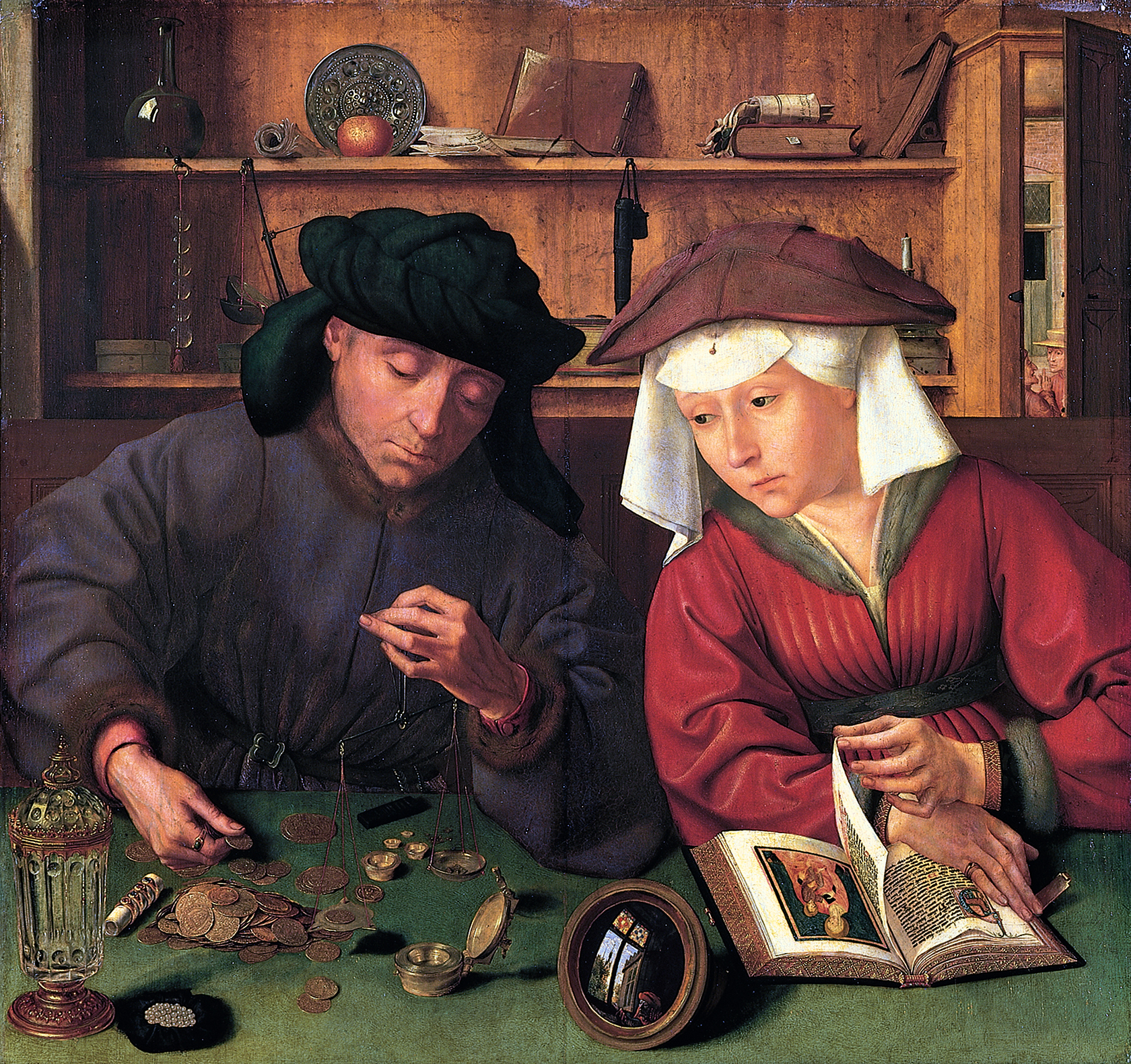
Der Geldwechsler und seine Frau

Ein frühes Beispiel für Genremalerei ist der Geldwechsler und seine Frau (Öl auf Holz, 1514), das heute im Louvre in Paris hängt. Wie damals üblich, kommt vielen Details auf dem Bild eine besondere Bedeutung zu: so steht die Waage für Gerechtigkeit, wogegen der Spiegel ein Zeichen für die Zerbrechlichkeit des Lebens ist. In anderen Elementen (Münzen, Perlen, aber auch der Orange auf dem Regalbrett) wird der Reichtum der Dargestellten zum Ausdruck gebracht.

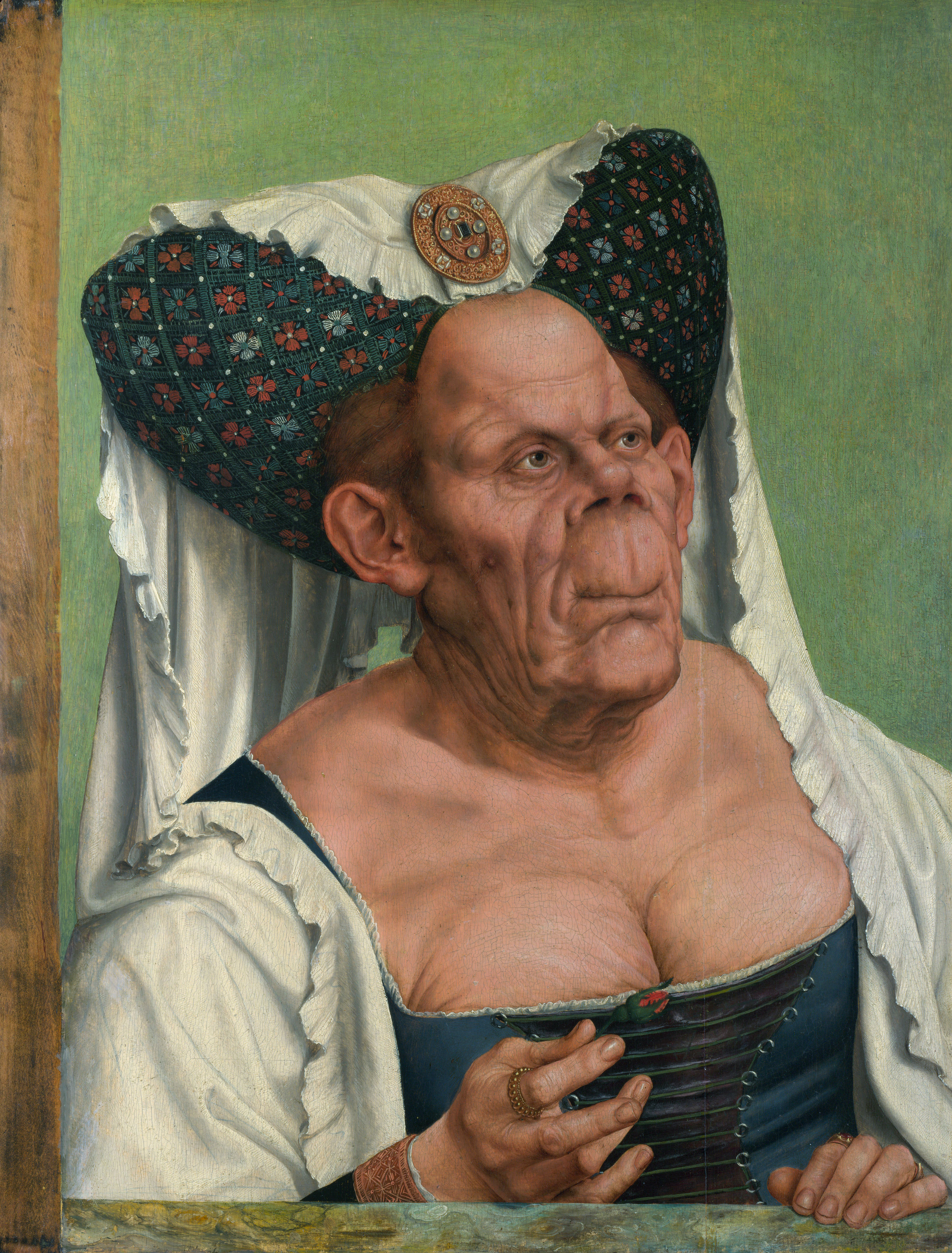
Eine groteske alte Frau

Eine groteske alte Frau (1525–1530, Öl auf Holz, National Gallery, London) ist vielleicht sein bekanntestes Werk; sie ist die Vorlage für die Königin in Alice im Wunderland. Manche sehen in diesem Bild nicht nur eine Karikatur, sondern ein Porträt von Margarete Maultasch, Gräfin von Tirol. Durch Frank Cottrell Boyce’ Buch Meisterwerk errang das Bild (nach einer Zeichnung von Leonardo da Vinci) besondere Bekanntheit.

## Stilmerkmale

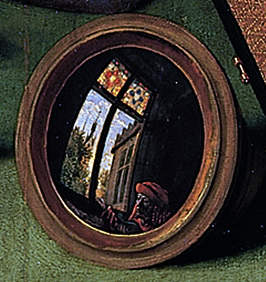
Spiegelung eines Fensters nach dem Vorbild in van Eycks Arnolfini-Hochzeit

Sein Stil ähnelt dem von Dirk Bouts, der die Ideen von Hans Memling und Rogier van der Weyden nach Löwen gebracht hatte. Massys hatte, wie die meisten frühen flämischen Maler, eine Vorliebe für Schmuck, Borden oder Ornamente allgemein.
Er lässt sich besonders durch eine große Religiosität charakterisieren, eine Erbschaft seiner Vorgänger. Hinzu kommt ein ausgeprägter Realismus, zuweilen gepaart mit einer Vorliebe für das Groteske. Vom Vorbild van der Weydens stammt seine Sicherheit in den Konturen und seine Sorgfalt in den Details, von van Eyck und Memling über Dirk Bouts der leuchtende Reichtum der Farben. Ferner beeindruckt die ausgewogene Komposition seiner Bilder.
Er ist der letzte in der Reihe der sogenannten „Flämischen Primitiven“. In seinen letzten Werken finden sich bereits Gestaltungsmerkmale der Renaissance.